# 三茂钇
三茂钇是一种有机钇化合物，化学式为Y(C5H5)3。它是浅黄色的晶体，可由无水三氯化钇和环戊二烯基钠在四氢呋喃中反应得到。它遇水分解，生成环戊二烯和氢氧化钇。其热稳定性介于二茂铁和其它3d过渡金属的三茂配合物之间。